# Dale Stetina
Dale Stetina (né le 9 juillet 1956 à Boulder) est un coureur cycliste américain. Professionnel de 1981 à 1985 après avoir été deux fois champion des États-Unis sur route amateur (1978, 1980), il a remporté deux fois la Coors Classic et la Cascade Classic. Son frère aîné Wayne a également été coureur dans les années 1970, et son fils Peter, né en 1987, est cycliste professionnel de 2010 à 2019.
Il est intronisé au Temple de la renommée du cyclisme américain en 2007.

## Palmarès
- 1973
  - 3e du championnat des États-Unis sur route juniors
- 1977
  - 2e de la Coors Classic
- 1978
  -  Champion des États-Unis sur route amateur
- 1979
  - Classement général de la Coors Classic
  - 5e de la course en ligne des Jeux panaméricains
- 1980
  -  Champion des États-Unis sur route amateur
  - Tour du Costa Rica :
    - Classement général
    - 5e, 8e et 9e étapes

  - 2e du championnat des États-Unis du critérium
- 1981
  - Classement général de la Vuelta a la Independencia Nacional
  - 3e étape de la Coors Classic
  - Mount Washington Hillclimb
  - 2e du championnat des États-Unis du critérium
- 1983
  - Classement général de la Cascade Classic
  - Classement général de la Coors Classic
  - Champion des États-Unis de la course aux points
- 1984
  - Classement général de la Cascade Classic